# Castanopsis chunii
Castanopsis chunii là một loài thực vật có hoa trong họ Fagaceae. Loài này được W.C.Cheng mô tả khoa học đầu tiên năm 1963.